# Баудо (язык)
Баудо́, или эмбера́-баудо́ (Baudó, Catrú, Emberá-Baudó) — находящийся под угрозой исчезновения язык эмбера, на котором говорит народ эмбера, проживающий на южной части реки Сан-Хуан, около ареала северного эмбера; в бассейне реки и тихоокеанских (северных) прибрежных реках между Кабо-Корриентес в Колумбии.